# Powertek
Powertek este un grup de companii din România.
Din grup fac parte companiile: Powertek Company, care este distribuitor unic în România al utilajelor de construcții al mărcii americane Terex,
Powertek Trailers, înființată în 2004, care comercializează echipamente pentru construcții, exploatare forestieră, reciclare, manipulare, transport de mărfuri, transporturi agabaritice,
Powertek Industry, fondată în 2005, care produce bene sub licența Marrel (Franța), cu sediul la Moreni (județul Dâmbovița)
și Vision Financial Brokerage Company, societate de intermediere și consultanță financiară.
În anul 2006, Powertek Company a avut o cifră de afaceri de 8,5 milioane euro